# Opuntia dillenii
Opuntia dillenii é uma espécie de planta com flor pertencente à família Cactaceae. 
A autoridade científica da espécie é (Ker Gawl.) Haw., tendo sido publicada em Supplementum Plantarum Succulentarum ... 79. 1819.

## Portugal
Trata-se de uma espécie presente no território português, nomeadamente em Portugal Continental e no Arquipélago dos Açores.
Em termos de naturalidade é introduzida nas duas regiões atrás indicadas.

## Protecção
Não se encontra protegida por legislação portuguesa ou da Comunidade Europeia.